# Douglas Rushkoff
Douglas Rushkoff, né à New York le 18 février 1961, est un essayiste, écrivain, chroniqueur, conférencier, graphiste et documentariste américain. Il est surtout connu pour son association avec la culture cyberpunk et son plaidoyer en faveur de solutions open source.

## Biographie
Il a écrit dix ouvrages sur les médias, la technologie et la culture. 
Rushkoff enseigne actuellement au département études des médias à la New School University à Manhattan. Il a auparavant enseigné à l'ITP Université de New York. Il a également enseigné en ligne pour l'Académie MaybeLogic. 

## Œuvres

### Essais
- Cyberia: Life in the Trenches of Cyberspace, 1994  (ISBN 9781903083246)
- Media Virus: Hidden Agendas in Popular Culture, 1995  (ISBN 9780345397744)
- Playing the Future: What We Can Learn From Digital Kids; 1996  (ISBN 9781573227643)
- Coercion: Why We Listen to What "They" Say, 1999  (ISBN 9781573228299)
- Open Source Democracy A Demos Essay, 2003
- Nothing Sacred: The Truth About Judaism, 2003  (ISBN 9781400051397)
- Get Back in the Box: Innovation from the Inside Out, 2005  (ISBN 9780060758691)
- Life, Inc.: How the World Became A Corporation and How To Take It Back, 2009  (ISBN 9781400066896)
- Foreword: The Opportunity for Renaissance, p. 273–281, in Be The Media, 2009, David Mathison (en), éditeur
- Program or be Programmed: Ten Commands for a Digital Age, 2010  (ISBN 978-1935928157)
- Present Shock: When Everything Happens Now, 2013  (ISBN 978-1591844761)
- Throwing Rocks at the Google Bus, 2016   (ISBN 978-1617230172)

#### Essai traduit en français
- Les 10 commandements de l'ère numérique [« Program or be Programmed: Ten Commands for a Digital Age »]  (trad. de l'anglais), Limoges, FYP, 2012, 176 p. (ISBN 978-2-916571-65-2, lire en ligne)

### Fictions
- Ecstasy Club, 1997 (ISBN 978-1573227025)
- Exit Strategy (aka Bull), 2002  (ISBN 978-1887128902)

### Romans graphiques
- Club Zero-G, 2004  (ISBN 978-0972952934)
- Testament, 2005-2008  (ISBN 978-1401210632)
- A.D.D. - Adolescent Demo Division, 2012  (ISBN 978-1781160190)